# Catonidia fujianensis
Catonidia fujianensis är en insektsart som beskrevs av Huang 1991. Catonidia fujianensis ingår i släktet Catonidia och familjen vedstritar. Inga underarter finns listade i Catalogue of Life.